# Zoe Naylor
Zoe Naylor (født 4. juli 1977 i Sidney) er en australske skuespiller, der nok mest er kendt som Regan McLeod i tv-serien Mcleod's Daughters der kørte fra 2001 – 2009. 
Zoe er den ældste af tre piger, hendes yngre søstre hedder Naomi og Imogen,  der blev født i familien Naylor. Faderen, Dr. Richard Naylor, er dyrlæge, og moderen, Neroli, er lærer og underviser i engelsk og historie. 
Efter eksamen fra Loreto College Normanhurst, i Sydney, Australien, fik Naylor tildelt den prestigefyldte stipendium Canal 7 Communications Scholarship så hun skulle deltage i Charles Sturt University (CSU) i Bathurst. Zoe afsluttede derefter sit sidste år af sin BA grad på University of Technology i Sydney. På UTS modtog hun prisen JFA prisen for Outstanding Undergraduate for sin dokumentarudsendelse i radioen og de mest fremragende Undergraduate Broadcast Studenter pris.
Hun startede med at arbejde i radioen som vært for Groove FM,  hvorefter hun fik arbejde både foran kameraet og bagved med blandt andet at arbejde med National Nine News, A Current Affair, MTV Danmark, Escape med ET, RA, NRL footy Show, Gladiators , sports (NZ) og senest Spearman Experiment på Network 10.
Hun forsatte også med at studerer og i 2002 færdiggjorde hun sin mastergrad i Drama fra Queensland University of Technology (QUT). I løbet af denne tid gjorde hun også sin uddannelse på det berømte Phillip Gaulier Drama School i London færdig. Naylors første store TV-gennembrud kom i 2005 med rollen som Regan Mcleod i ”Mcleod's Daughters”, og hun fik også rollen, Jane Durant, i den anmeldeeroste New Zealandiske drama Orange Roughies . Hun har også optrådt i  amerikanske seriere som Evil Never Dies, Fearless og spillet med i den australske spillefilm Johannes Åbenbaring og i 2010 spillede hun sammen med Gyton Grantley og Damien Walsh Howling i den australske thriller ”The Reef” . 
Naylor blev gift den 12. maj 2007 med James Trude. Men ægteskabet holdt ikke og parret gik igennem en skilsmisse . Zoe begyndte i midten af 2010 at dating sin tidligere kollega fra McLeod's Daughters Aaron Jeffery .
Hun har sammen med ti andre kendte personligheder deltaget i en kampagne som havde til formål at indsamle penge til fordel for bekæmpelse af brystkræft, og fortsætter med at donere sin tid til andre velgørenhedsorganisationer, herunder NBCF, Because I'm a girl og Wayside kapel. 
Naylor er også blevet den australske ambassadør for Ducati motorcykler, hvor hun viste sin egen  motorcykle, en monster 696 . 

### Fodnoter
1. ↑  Zoe Naylor (Jane Durant) | Orange Roughies | Television New Zealand | Television | TV One, TV2, U, TVNZ 7
2. ↑  The Reef (2010) – IMDb
3. ↑  McLeod's Daughter Zoe Naylor marriage misery | The Daily Telegraph (Webside ikke længere tilgængelig)
4. ↑  Zoe Naylor and Aaron Jeffrey parade their affection | Herald Sun
5. ↑  Front Page - Fraser Motorcycles (Webside ikke længere tilgængelig)